# 11084 Giò
11084 Giò eller 1993 SG3 är en asteroid i huvudbältet som upptäcktes den 19 september 1993 av Farra d'Isonzo-observatoriet i Farra d'Isonzo. Den är uppkallad efter italienaren Giuseppe Schilirò.